# Locomotiva FS 268
Le locomotive FS gruppo 265 sono state macchine a vapore con tender di rodiggio 0-3-0 che le Ferrovie dello Stato acquisirono, dopo il 1905, in seguito al riscatto della Rete Adriatica.

## Storia
Le locomotive del gruppo erano di costruzione italiana fabbricate dalle Officine di Pietrarsa e consegnate tra 1877 e 1879 alla Società delle Meridionali che dal 1885 le immatricolò come gruppo RA 305 (3051-3060). Pervennero alle Ferrovie dello Stato in seguito al riscatto delle reti nel 1905. Nell'album delle locomotive FS, al 31 dicembre 1914, risultavano immatricolate ancora 7 unità con i numeri FS da 2683-2686 e 2688-2690. Le locomotive erano già di tipo obsoleto: non sopravvissero agli anni venti.

## Caratteristiche tecniche
Le locomotive furono costruite a vapore saturo, 2 cilindri esterni e a semplice espansione e con il rodiggio 0-3-0 e ruote da 1.510 mm di diametro in vista del loro utilizzo alla trazione di treni viaggiatori.
La caldaia che equipaggiava le unità era lunga 6.720 mm e conteneva un volume d'acqua (misurata a 10 cm sopra il cielo del forno) di 3,8 m³ e un volume di vapore di 1,65 m³; la sua pressione di taratura era di 9 bar ed era in grado di produrre un quantitativo orario di vapore asciutto di 4.250 kg. Il numero di tubi bollitori era di 168, di diametro 50/45 mm, con lunghezza tra le piastre estreme, di 4.250 mm. La superficie di riscaldamento tubiera era di 101,12; la superficie di riscaldamento estesa sulla volta del forno era di 6,85 m². In totale quindi 107,97 m².
Le dimensioni interne massime e minime del corpo cilindrico erano rispettivamente di 1.298 mm e 1.270 di diametro; la lunghezza era di 4,250 m (compresa di camera a fumo).
Il forno, delle dimensioni di 1.170 x 1.045 mm, era alto in media 1.450 mm sul piano della graticola della superficie di 1,23 m².
Le prestazioni della macchina permettevano uno sforzo di trazione massimo di 5.150 kg, continuo (alla velocità di 30 km/h) di 3.060 kg e di spunto alla partenza di 4.830 kg. La ripartizione delle masse per asse era rispettivamente di 11,1 t per il primo asse motore, 10,9 t per il secondo e 11,8 t per il terzo t.
Il motore delle locomotive era costituito da 2 cilindri del diametro di 420 mm con una corsa degli stantuffi di 600 mm; il vapore era addotto mediante cassetti piani azionati da un meccanismo della distribuzione sistema Stephenson. La velocità massima raggiunta era di 60 km/h, la potenza normale alle ruote motrici sviluppata in continuità ad una velocità di 30 km/h era di 340 hp.
Tutte le locomotive erano dotate del solo freno a controvapore mentre il freno a mano agiva solo sulle ruote del tender accoppiato, a 2 assi, della massa totale di 21,4 t con capacità di acqua era di 7,2 m³ e di carbone di 3,7 t.